# U-140 (1940)
U-140 – niemiecki okręt podwodny (U-Boot) typu II D z okresu II wojny światowej. Okręt wszedł do służby w sierpniu 1940 roku. Wybrani dowódcy: Oblt. Hans-Jürgen Hellriegel.

## Historia
Wykorzystywany głównie jako jednostka szkolna. Odbył trzy patrole bojowe, podczas których zatopił 3 statki handlowe o łącznej pojemności 12 410 BRT oraz sowiecki okręt podwodny M-94 (206 t).
Zatopiony przez załogę 2 maja 1945 roku w Wilhelmshaven (operacja Regenbogen). Wrak wydobyto i złomowano, data nieznana.